# マックス・フライシャー (画家)
リヒャルト・パウル・マックス・フライシャー（Richard Paul Max Fleischer、1861年7月4日 - 1930年4月3日）は、ドイツの画家である。植物学者としては、東南アジアの蘚苔類に関する著書などを執筆した。

## 略歴
シレジアのLipineに生まれた。ブレスラウで美術を学び、1881年に美術教師の資格を得た。ミュンヘンやパリで修行するうちに、自然科学に興味を持ち、1881年にチューリッヒに移り、地質学を学んだ。1890年代の後半にオランダの植物学者、メルヒオール・トロープ（Melchior Treub）に博物画家として招かれ、ジャワ島に渡った。美術的な仕事の他に植物採集を行い、ジャワの蘚苔類の研究を行った。
ジャワ島に数年、滞在した後、ニューギニア、オーストラリア、ニュージーランド、南アメリカを訪れて、1903年にドイツに戻った。1908年から1913年まで、東南アジア海岸を再訪し、主に蘚苔類を採集し、その他ランやジャワの植物を採集した。1914年からベルリンの博物館で働き、3年後にベルリン大学の植物学の教授になった。1925年にもにカナリア諸島で研究した。

## フライシャーの作品

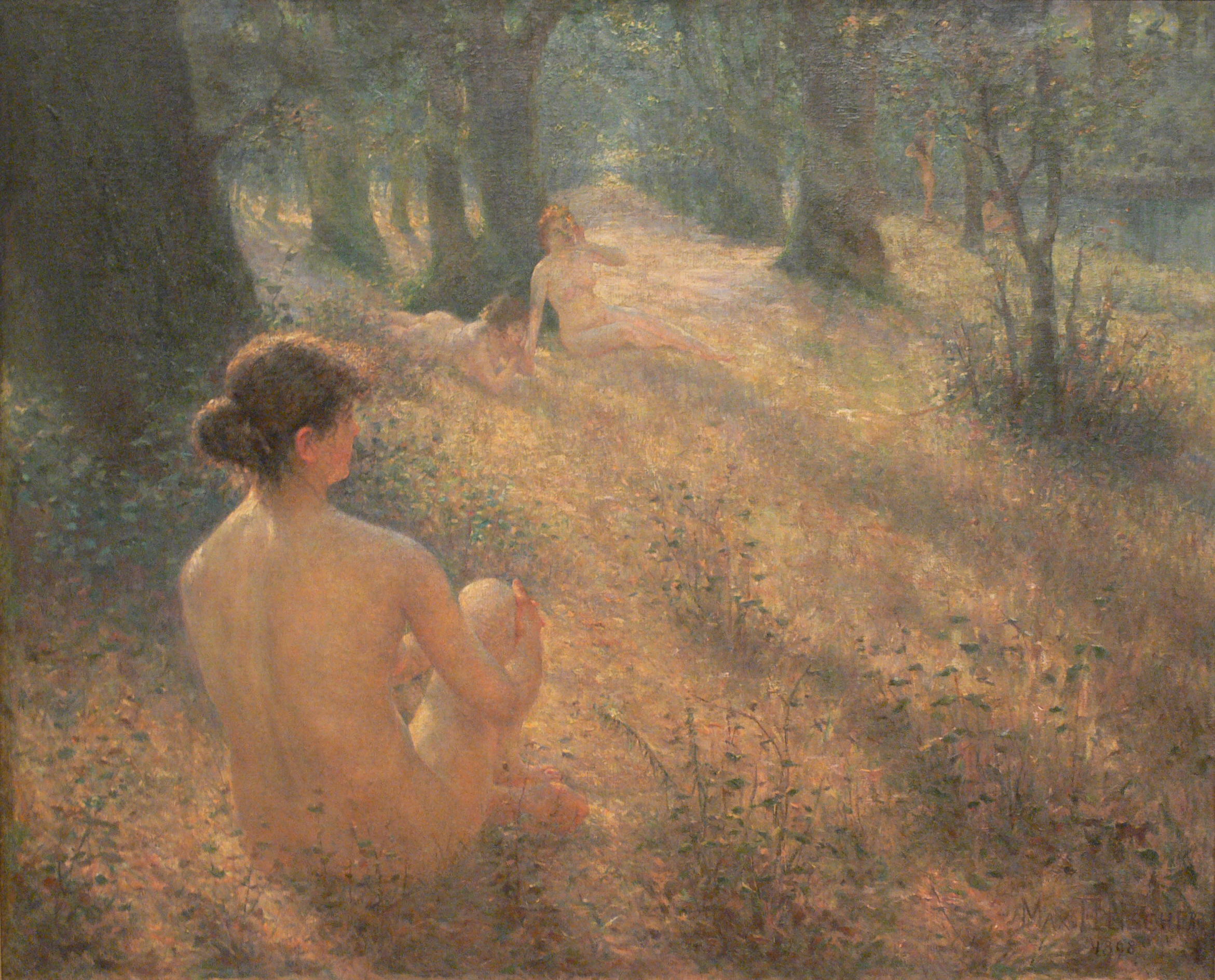
1898年の油彩
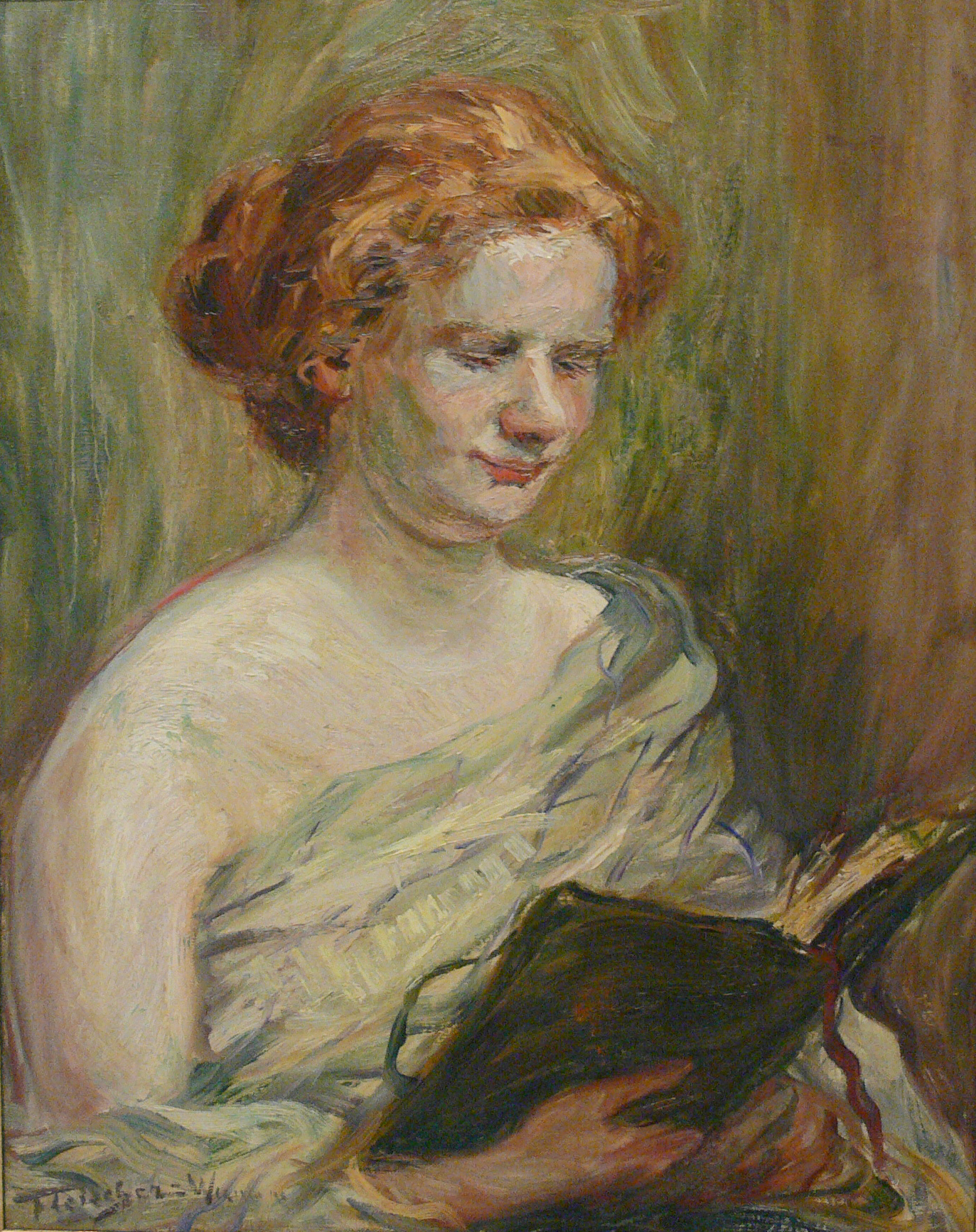
油彩
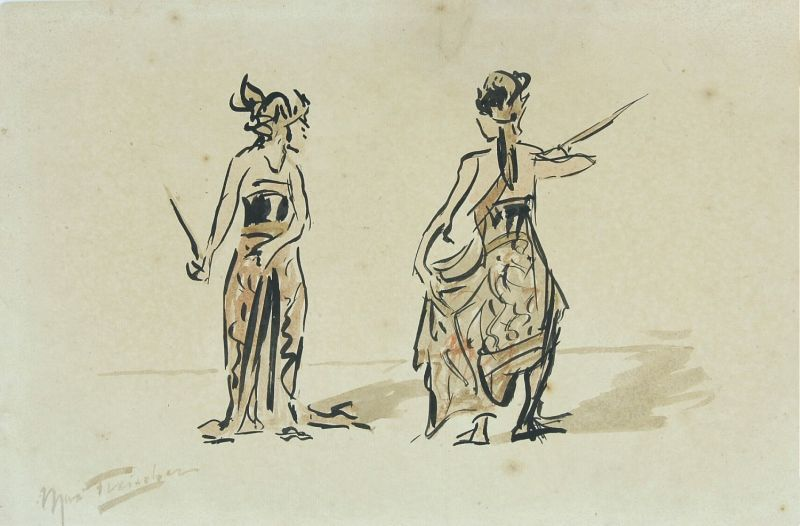
1912年頃水彩
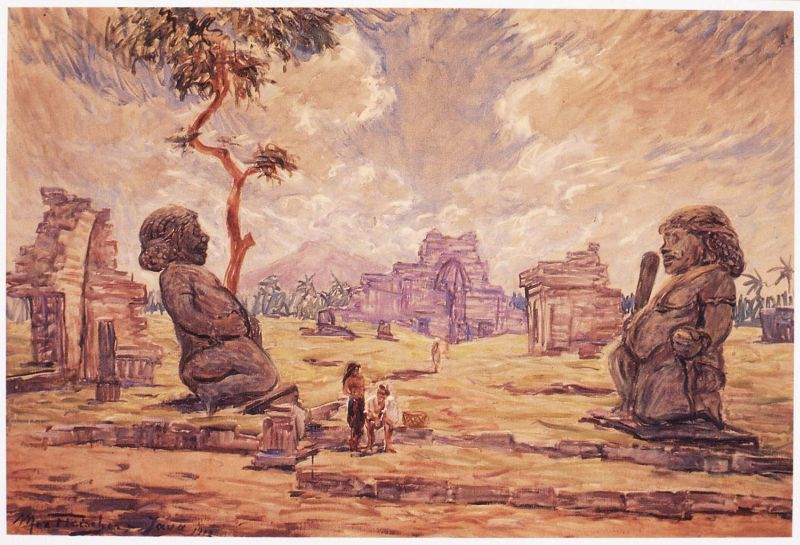
ジャワの風景

## 著書
- Fleischer M., Die Musci der Flora von Buitenzorg (zugleich Laubmoosflora von Java). Vol. 1-3. E.J. Brill, Leiden, 1900-1902 (vol. 1).